# 4 Devils
4 Devils is een Amerikaanse dramafilm uit 1928 onder regie van Friedrich Wilhelm Murnau. De film is wellicht zoekgeraakt.

## Verhaal
Vier kinderen worden als circusartiesten opgevoed. Adolf en Marion worden verliefd op elkaar. Een andere vrouw verleidt Adolf en jaagt Marion weg. Dat heeft tragische gevolgen.

## Rolverdeling
| Acteur               | Personage |
| -------------------- | --------- |
| Janet Gaynor         | Marion    |
| Mary Duncan          | The Lady  |
| Charles Morton       | Charles   |
| Barry Norton         | Adolf     |
| Nancy Drexel         | Louise    |
| J. Farrell MacDonald | The Clown |
| Anders Randolf       | Cecchi    |